# 贾桂林
贾桂林（1916年—1992年），山西大同人，中国北路梆子表演艺术家，中国戏剧家协会理事，第五、六、七届全国政协委员。